# Saint-Philbert-du-Peuple
Saint-Philbert-du-Peuple és un municipi francès situat al departament de Maine i Loira i a la regió de País del Loira. L'any 2007 tenia 1.282 habitants.

## Demografia

### Població
El 2007 la població de fet de Saint-Philbert-du-Peuple era de 1.282 persones. Hi havia 484 famílies de les quals 90 eren unipersonals (39 homes vivint sols i 51 dones vivint soles), 162 parelles sense fills, 189 parelles amb fills i 43 famílies monoparentals amb fills.
La població ha evolucionat segons el següent gràfic:
Habitants censats

### Habitatges
El 2007 hi havia 524 habitatges, 480 eren l'habitatge principal de la família, 26 eren segones residències i 18 estaven desocupats. 518 eren cases i 4 eren apartaments. Dels 480 habitatges principals, 387 estaven ocupats pels seus propietaris, 89 estaven llogats i ocupats pels llogaters i 4 estaven cedits a títol gratuït; 1 tenia una cambra, 11 en tenien dues, 51 en tenien tres, 99 en tenien quatre i 317 en tenien cinc o més. 348 habitatges disposaven pel capbaix d'una plaça de pàrquing. A 176 habitatges hi havia un automòbil i a 274 n'hi havia dos o més.

### Piràmide de població
La piràmide de població per edats i sexe el 2009 era:
| Homes | Edats   | Dones |
| ----- | ------- | ----- |
| 0     | 95 o +  | 0     |
| 1     | 90 a 94 | 3     |
| 12    | 85 a 89 | 9     |
| 1     | 80 a 84 | 8     |
| 27    | 75 a 79 | 24    |
| 15    | 70 a 74 | 16    |
| 21    | 65 a 69 | 17    |
| 26    | 60 a 64 | 17    |
| 22    | 55 a 59 | 34    |
| 65    | 50 a 54 | 51    |
| 54    | 45 a 49 | 49    |
| 37    | 40 a 44 | 38    |
| 28    | 35 a 39 | 33    |
| 48    | 30 a 34 | 47    |
| 21    | 25 a 29 | 18    |
| 62    | 20 a 24 | 17    |
| 52    | 15 a 19 | 40    |
| 39    | 10 a 14 | 40    |
| 38    | 5 a 9   | 24    |
| 34    | 0 a 4   | 25    |

## Economia
El 2007 la població en edat de treballar era de 801 persones, 585 eren actives i 216 eren inactives. De les 585 persones actives 536 estaven ocupades (285 homes i 251 dones) i 49 estaven aturades (14 homes i 35 dones). De les 216 persones inactives 97 estaven jubilades, 62 estaven estudiant i 57 estaven classificades com a «altres inactius».

### Ingressos
El 2009 a Saint-Philbert-du-Peuple hi havia 487 unitats fiscals que integraven 1.300,5 persones, la mediana anual d'ingressos fiscals per persona era de 16.034 €.

### Activitats econòmiques
Dels 32 establiments que hi havia el 2007, 1 era d'una empresa extractiva, 1 d'una empresa alimentària, 1 d'una empresa de fabricació de material elèctric, 3 d'empreses de fabricació d'altres productes industrials, 10 d'empreses de construcció, 3 d'empreses de comerç i reparació d'automòbils, 3 d'empreses de transport, 2 d'empreses d'hostatgeria i restauració, 4 d'empreses financeres, 2 d'empreses de serveis i 2 d'empreses classificades com a «altres activitats de serveis».
Dels 12 establiments de servei als particulars que hi havia el 2009, 1 era una oficina de correu, 1 taller de reparació d'automòbils i de material agrícola, 2 paletes, 3 guixaires pintors, 2 fusteries, 1 lampisteria, 1 electricista i 1 perruqueria.
L'únic establiment comercial que hi havia el 2009 era una fleca.
L'any 2000 a Saint-Philbert-du-Peuple hi havia 36 explotacions agrícoles que ocupaven un total de 738 hectàrees.

## Equipaments sanitaris i escolars
El 2009 hi havia una escola elemental.

## Poblacions més properes
El següent diagrama mostra les poblacions més properes.